# 許尼肯
許尼肯是瑞士的城鎮，位於該國北部，由索洛圖恩州負責管轄，面積1.01平方公里，海拔高度471米，2012年人口92，七成人口信奉羅馬天主教，人口密度每平方公里91人。